# Alfabet kabardyjski
Alfabet kabardyjski – alfabet służący do zapisu języka kabardyjskiego. W czasie swojego istnienia kilkakrotnie zmieniał swoją postać graficzną i był kilkakrotnie reformowany. Obecny alfabet oparty jest na cyrylicy. Jednocześnie w diasporze obok cyrylicy używa się alfabetu łacińskiego.
Alfabet kabardyjski historycznie wykorzystywał następujące systemy zapisu:
- pismo arabskie – od początku XIX wieku do lat 20. XX wieku.
- łacinka – od początku XX wieku do współczesności. Była szeroko rozpowszechniona w latach 1923–1936.
- cyrylica – od początku XIX wieku do współczesności. Rozpowszechniona od 1936 roku.

## Wczesne alfabety

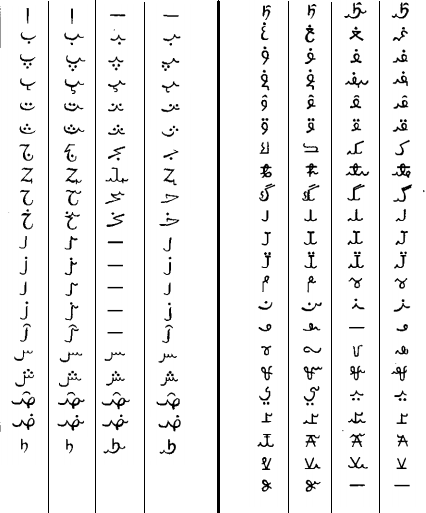
Alfabet Nogmy na bazie pisma arabskiego (1825 r.)

Pojawienie się piśmiennictwa w języku kabardyjskim datuje się na początek XIX wieku, choć istnieją próby zidentyfikowania niektórych zabytków epigraficznych średniowiecza jako zapisanych po kabardyjsku. W drugiej połowie XVIII wieku naukowcy rosyjscy i europejscy przeprowadzili pierwsze eksperymenty w utrwalaniu informacji w języku kabardyjskim. Pierwszym doświadczeniem w opracowywaniu i wdrażaniu kabardyjskiego piśmiennictwa jest alfabet oparty na cyrylicy, opracowany przez nauczyciela Uniwersytetu w Petersburgu I. Gracilewskiego. Alfabet ten powstał w 1829 r. w celu szkolenia eskadry kabardyjskiej.

### Alfabety Nogmowa
W 1825 r. kabardyjski pedagog Szora Nogmow stworzył alfabet kabardyjski na podstawie pisma arabskiego. Zawierał on 42 litery, z których 15 zostało stworzonych przez autora w celu oznaczenia dźwięków specyficznych dla języka kabardyjskiego.
W 1830 roku, po zapoznaniu się z doświadczeniami Gracilewskiego, Nogmow opracował nową wersję alfabetu, tym razem na bazie cyrylicy. Używał tego alfabetu do spisywania tekstów ludowych, opracowywania słownictwa i gramatyki. Aby oznaczyć dźwięki specyficzne dla kabardyjskiego, Nogmow użył znaków diakrytycznych w indeksie górnym. Wystąpiła pewna niekonsekwencja w stosowaniu poszczególnych liter w tym alfabecie, ale w sumie miał on następujące znaki: а, б, п̑, п, т, ц, ж, ч̑, х̑, х̇, д, з̑, р, з, ц, с, ш, ш̑, т̑, ж̑, г̇, ф, ф̑, в, к̑, к̈, к̇, к, г, дж, л, л̑, л̇, м, н, о, һ, х, и, і, ѣ, ы, у, ю, ъ, ь. Alfabet Nogmowa, dobrze dostosowany do złożonej fonetyki języka kabardyjskiego, miał duże znaczenie historyczne, ale nie doprowadził do powstania narodowego systemu pisma.

### Alfabety Usłara i jego zwolenników
W 1862 r. naukowiec Piotr Usłar z pomocą czerkieskiego pedagoga Umara Biersieja stworzył nową wersję alfabetu kabardyjskiego na podstawie cyrylicy (kilka lat wcześniej Biersiej stworzył alfabet adygejski w oparciu o pismo arabskie). W 1865 r. nauczyciel szkoły kabardyjskiej w Nalczyku Kazi Atażukin, posługując się alfabetem Usłara, opublikował w Tbilisi „alfabet kabardyjski”.

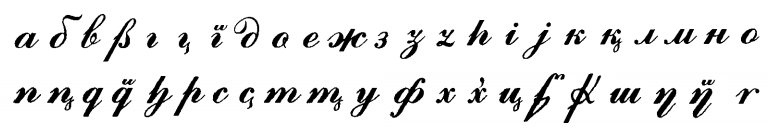
Kabardyjski alfabet Atażukina, 1865 r.

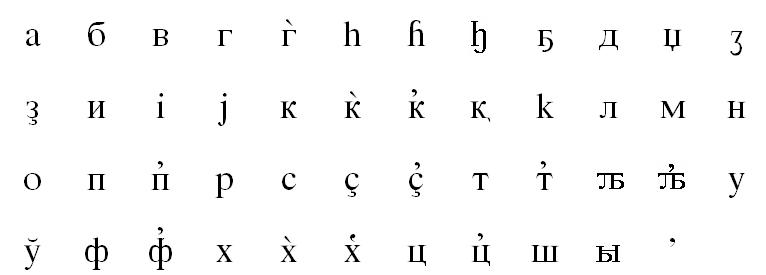
Alfabet kabardyjski z elementarza Tambijewa, 1906 r.

W latach 90. XIX wieku L. Łopatinski był zaangażowany w badanie języka kabardyjskiego. Udoskonalił alfabet Usłara i opracował słownik kabardyjski, gramatykę i wiele innych książek na ten temat. Wokół Łopatinskiego uformował się krąg wykształconych Kabardyjczyków, z których jeden, P. Tambiew, po raz kolejny udoskonalił cyrylicę kabardyjską i w 1906 r. opublikował elementarz. Inną wersję cyrylicy, która również opierała się na alfabecie Usłara, opracował Tatłustan Szeretłokow w 1916 roku. W 1920 roku ukazał się jego elementarz.

### Pismo arabskie dla języka kabardyjskiego

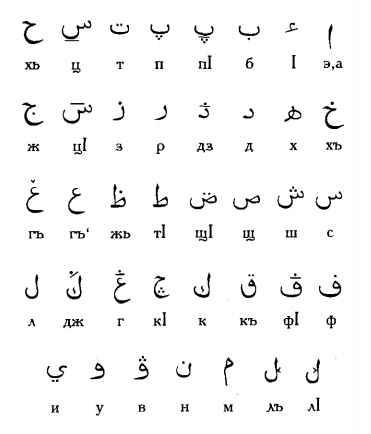
Alfabet Paczowa (1881 r.)

Na przełomie XIX i XX wieku podjęto kolejne próby stworzenia pisma kabardyjskiego na podstawie pisma arabskiego. W 1881 r. taki alfabet opracował poeta Bekmurza Paczew. Kolejny zarabizowany alfabet został opracowany przez Nuri Cagowa w 1908 r., później był wielokrotnie ulepszany przez autora. W przeciwieństwie do wielu innych, ta wersja alfabetu znalazła dość powszechne zastosowanie: w 1910 r. opublikowano w nim kilka książek, w tym elementarz. Podobnie jak w alfabecie Paczewa, znaki diakrytyczne zostały dodane do standardowych liter arabskich w celu oznaczenia określonych fonemów kabardyjskich. W 1916 r. T. Szeretłokow, który stworzył alfabet oparty na cyrylicy, równolegle opracował alfabet arabski dla języka kabardyjskiego. W pierwszych latach po rewolucji październikowej wydano w tym alfabecie kilka książek.
Na początku XX wieku Czerkiesi żyjący poza Rosją podjęli próby stworzenia narodowego systemu pisma. Tak więc w 1909 r. alfabet kabardyjski oparty na arabskim został opracowany przez Muhammeda Pczegatłukowa, który żył w Imperium Osmańskim.

## Alfabet łaciński

### Latynizacja w ZSRR

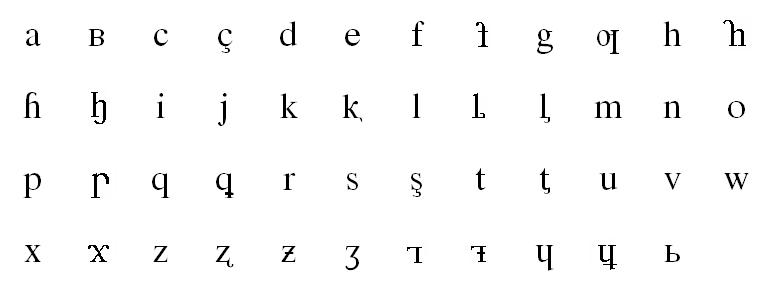
Kabardyjski alfabet zlatynizowany. Wersja z 1930 r.

W latach 20. XX w. w ZSRR rozpoczął się proces latynizacji pisma. Jednym z pierwszych alfabetów przekonwertowanych na łacinkę był alfabet kabardyjski. W maju 1923 r. B. Churanow opracował i opublikował pierwszy projekt alfabetu zlatynizowanego. W 1924 r. Churanow, zgodnie z uwagami i sugestiami naukowca Nikołaja Jakowlewa, dokonał szeregu zmian w swoim projekcie. Ta wersja alfabetu stała się oficjalna, zaczęto w niej wydawać książki i gazety, a także zaczęto jej nauczać w szkołach. Po reformie alfabet zaczął wyglądać następująco: а b w d g ꜧ  е ӡ z ž ⱬ i j k ⱪ q qh l  lh m n o p ph r s š ş t th v f fh x х̌ ɦ c ç ch y h u è ù â ỳ.
W 1925 alfabet Churanowa został ulepszony przez T. Borukajewa. Jego alfabet wyglądał tak: A a, B b, V v, D d, E e, G g, Gu gu, Z z, Ž ž, Z̧ z̧, Ӡ ӡ, Ꜧ ꜧ, Ꜧu ꜧu, I i, J j, K k, Ku ku, Ⱪ ⱪ, Ⱪu ⱪu, Q q, Qu qu, Qh qh, Qhu qhu, L l, , Lh lh, M m, N n, O o, P p, Ph ph, R r, S s, Š š, Ş ş, T t, Th th, U u, F f, Fh fh, X x, Xu xu, X̌ x̌, X̌u x̌u, ɦ, C c, Ç ç, Ch ch, Y y, H h, ', Ù ù, Je je, Jo jo, Ju ju, Ja ja.
I (1926) i II (1928) Kongresy turkologiczne zalecały wszystkim narodom Związku Radzieckiego nie tylko przejście na alfabet łaciński, ale także ujednolicenie tych zlatynizowanych alfabetów, które już wcześniej powstały. W związku z tym ponownie wprowadzono znaczące zmiany w alfabecie kabardyjskim, graficznie zbliżając go do alfabetów innych ludów kaukaskich. W 1930 r. zreformowany alfabet został oficjalnie zatwierdzony przez Centralny Komitet Wykonawczy Kraju Północnego Kaukazu. Alfabet pozostał w użyciu do 1936 r.

### Latynizacja w diasporze
W Syrii w 1926 r. opracowano zlatynizowany alfabet kabardyjski. Zawierał dodatkowe litery ç ğ ı ş ʌ x̆ dj dz ll tç ts, a także znaki diakrytyczne umlaut (¨), grawis (') i cyrkumfleks (ˆ). Kolejny alfabet dla Czerkiesów z Syrii i Jordanii opracował Szaban Kubow po II wojnie światowej. Od 1952 roku ukazał się w nim szereg książek. W tym alfabecie nie używano liter ze znakami diakrytycznymi (z wyjątkiem ç i é).
W Turcji alfabet cyrylicki jest najczęściej używany w diasporze czerkieskiej, ale jedna z organizacji publicznych – ADDER – promuje używanie alfabetu łacińskiego. Alfabet sugerowany przez ADDER wygląda tak: A a, B b, C c, Ç ç, Ć ć, D d, E e, É é, F f, Ḟ ḟ, G g, Ǵ ǵ, Ğ ğ, H h, Ḣ ḣ, I ı, İ i, J j, Ĵ ĵ, K k, Ḱ ḱ, Ǩ ǩ, L l, Ĺ ĺ, M m, N n, O o, Ö ö, P p, Ṕ ṕ, Q q, R r, S s, Ś ś, Š š, Ş ş, Ṩ ṩ, T t, Ṫ ṫ, U u, Ü ü, W w, V v, X x, Y y, Z z, Ź ź, . Od połowy 2010 roku alfabet ten (z niewielkimi zmianami) został wprowadzony do edukacji szkolnej.
| Porównanie alfabetu ADDER i cyrylickiego | Porównanie alfabetu ADDER i cyrylickiego | Porównanie alfabetu ADDER i cyrylickiego | Porównanie alfabetu ADDER i cyrylickiego | Porównanie alfabetu ADDER i cyrylickiego | Porównanie alfabetu ADDER i cyrylickiego | Porównanie alfabetu ADDER i cyrylickiego | Porównanie alfabetu ADDER i cyrylickiego |
| Łac.                                     | Cyr.                                     |                                          | Łac.                                     | Cyr.                                     |                                          | Łac.                                     | Cyr.                                     |
| ---------------------------------------- | ---------------------------------------- | ---------------------------------------- | ---------------------------------------- | ---------------------------------------- | ---------------------------------------- | ---------------------------------------- | ---------------------------------------- |
| A a                                      | А а, І                                   |                                          | E e                                      | Э э                                      |                                          | H h                                      | Хь хь                                    |
| Á á                                      | А а                                      | É é                                      | Е е                                      | Ḣ ḣ                                      | Хъ хъ                                    |                                          |                                          |
| B b                                      | Б б                                      | F f                                      | Ф ф                                      | I ı                                      | Ы ы                                      |                                          |                                          |
| C c                                      | Дж дж                                    | Ḟ ḟ                                      | ФІ фІ                                    | İ i                                      | И и                                      |                                          |                                          |
| Ć ć                                      | КІ кІ                                    | G g                                      | Г г                                      | J j                                      | Ж ж                                      |                                          |                                          |
| Ç ç                                      | Ч ч                                      | Ǵ ǵ                                      | Г г                                      | Ĵ ĵ                                      | Жь жь                                    |                                          |                                          |
| D d                                      | Д д                                      | Ğ ğ                                      | Гъ гъ                                    | K k                                      | Къ къ                                    |                                          |                                          |

## Współczesny alfabet

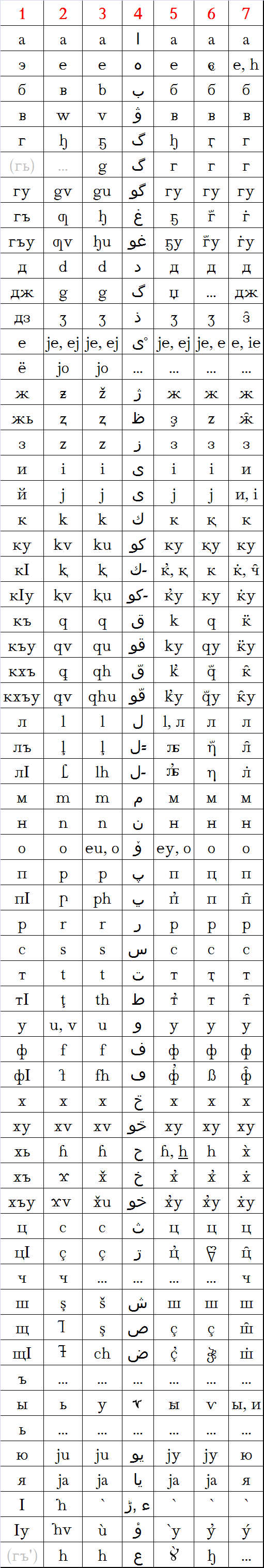
1 – alfabet współczesny, 2 – alfabet z 1930 r., 3 – alfabet Churanowa, 4 – alfabet Cagova, 5 – alfabet Łopatyna, 6 – alfabet Atażukina, 7 – alfabet Nogmowa

W 1936 r. alfabet kabardyjski był jednym z pierwszych alfabetów sowieckich, który dostosowano do zapisu cyrylicą. Autorem konwersji był Tuta Borukajew. Jednak duża liczba apostrofów czyniła alfabet niezwykle niewygodnym, dlatego dwa lata później został zreformowany przez komisję pod przewodnictwem Nikołaja Jakowlewa i przybrał współczesną formę.
Alfabet kabardyjski z lat 1936–1938: А а, ’А ’а, Б б, В в, Г г, Гъ гъ, Д д, Е е, Ж ж, Жь жь, З з, И и, Й й, К к, К’ к’, Л л, Ль ль, Л’ л’, М м, Н н, О о, П п, П’ п’, Р р, С с, Т т, Т’ т’, У у, ’У ’у, Ф ф, Ф’ ф’, Х х, Хь хь, Хъ хъ, Ц ц, Ц’ ц’, Ч ч, Ш ш, Щ щ, Щ’ щ’, Ъ ъ, Ы ы, Ь ь, Э э, Ю ю, Я я.
Współczesny alfabet kabardyjski ma następującą postać:
| А а   | Э э     | Б б   | В в     | Г г     | Гу гу     |
| Дз дз | Е е     | Ё ё   | Ж ж     | Жь жь   | З з       |
| Кӏ кӏ | Кӏу кӏу | Къ къ | Къу къу | Кхъ кхъ | Кхъу кхъу |
| Н н   | О о     | П п   | Пӏ пӏ   | Р р     | С с       |
| Фӏ фӏ | Х х     | Ху ху | Хь хь   | Хъ хъ   | Хъу хъу   |
| Щ щ   | Щӏ щӏ   | Ы ы   | ъ       | ь       | Ю ю       |

Wielokrotnie pojawiały się projekty reformy cyrylicy kabardyjskiej. W 1970 roku w gazecie „Lenin guegu” opublikowano projekt, który prawie całkowicie odrzucał di-, tri- i tetragrafy. Jednak ten projekt nigdy nie został zrealizowany. Zgodnie z projektem alfabet miał mieć postać: а ә б в г гу ғ ғу д дж дз е ё ж җ з и й к ку ʀ ʀу қ қу q qу л љ ӆ м н о п п̧ р с т ҭ у ф v х ӿ ӿу х̌ ц ç ч ш s ş ь ю я I Iу h. W latach 90. XX w. opracowano projekt ujednolicenia alfabetu kabardyno-czerkieskiego i adygejskiego. W 1999 r. projekt ten został zatwierdzony na konferencji naukowej w Nalczyku, ale nigdy nie został zrealizowany.